# 回龙镇 (钟山县)
回龙镇，是中华人民共和国广西壮族自治区贺州市钟山县下辖的一个乡镇级行政单位。

## 行政区划
回龙镇下辖以下地区：
回龙村、兴联村、东凤村、东寨村、泉岭村、西乐村、龙虎村、龙岛村、力争村和龙福村。

## 中国传统村落
2012年，龙道村被评为首批“中国传统村落”。